# آناستازیا پیدپالوا
آناستازیا پیدپالوا (انگلیسی: Anastasiia Pidpalova؛ زادهٔ ۵ ژانویهٔ ۱۹۸۲) از برندگان مدال‌های بازی‌های المپیک تابستانی و بازیکن هندبال اهل اوکراین است.